# Ronny Balcaen
Pour les articles homonymes, voir Balcaen.
Ronny Balcaen est un homme politique belge (Ath) né à Avelgem le 25 avril 1966.

## Formation
Ronny Balcaen commence sa scolarité secondaire au Collège Notre-Dame de la Tombe à Kain. Ensuite, il rejoint Louvain-la-Neuve afin de suivre une licence en Sciences économiques appliquées et une autre en Communication.
Il sera également permanent à l’Assemblée générale des étudiants de Louvain et à la Fédération des étudiants francophones (FEF). Il effectuera son service civil  dans l’ASBL « Notre abri pour les tout-petits » qui s’occupe d’héberger de très jeunes enfants.

## Parcours professionnel
Ronny Balcaen a été journaliste au Nord-Éclair, chercheur au Centre de diffusion des technologies et de l’information (CEDITI) et organisateur d’évènements pour le Forum jeunesse des Communautés européennes et le Réseau européen des associations de lutte contre la pauvreté et l’exclusion sociale.

## Engagement politique
Neuf ans après la fin de ses études, Ronny Balcaen devient collaborateur pour le parti Ecolo. En 1999, il participe activement à la campagne électorale d’Isabelle Durand puis aux négociations pour la formation des différents gouvernements (fédéral, régional et communautaire). À la suite des élections régionales de 1999, il est désigné directeur de cabinet de la ministre de l’aide à la jeunesse et de la santé à la Communauté française, Nicole Maréchal.
À la fin de la législature (2004), il devient secrétaire politique du groupe Ecolo, toujours à la Communauté française. En 2006, il emmène la liste Ecolo aux élections communales à Ath. La liste n'obtient toutefois pas d'élu.
En juillet 2009, Ronny Balcaen, élu en tant que suppléant aux élections fédérales de 2007, remplace Jean-Marc Nollet devenu Ministre régional. Depuis lors, il est donc Député à la Chambre des Représentants de Belgique. Il s'est en effet présenté lors du scrutin fédéral anticipé de 2010 et, deuxième sur la liste des effectifs, a été réélu.
En 2012, il est à nouveau tête de liste Ecolo aux élections communales à Ath. Cette fois, Ecolo remporte deux sièges et il est élu.
En 2018, tête de liste Ecolo à Ath, le groupe double son score en remportant quatre sièges. Ronny Balcaen devient échevin de la Transition écologique. 

## Député fédéral
Au sein du Parlement fédéral, Ronny Balcaen est particulièrement actif dans la Commission de l'Infrastructure, des Communications et des Entreprises publiques et la Commission de l'Économie, de la Politique scientifique, de l'Éducation, des Institutions scientifiques et culturelles nationales, des Classes moyennes et de l'Agriculture.
De plus, il fait également partie de la Commission spéciale Sécurité du rail mise en place le 25 février 2010 pour faire la clarté sur la politique du rail belge à la suite de la catastrophe de Buizingen.